# Ереванская футбольная академия
Технический центр — Академия Федерации футбола Армении (арм. Հայաստանի ֆուտբոլի ֆեդերացիայի Տեխնիկական կենտրոն-ակադեմիա), более известный как Ереванская футбольная академия или Аванская футбольная академия — главная футбольная академия Армении и современный учебно-тренировочный центр, расположенный в ереванском районе Аван. Центр является базой для тренировок и подготовки всех армянских футбольных сборных к матчам, а также для работы тренеров и развития футбола в стране под руководством Федерации футбола Армении. Действующий директор — Артур Манукян.

## Строительство и открытие
Строительство академии началось в 2007 году по указанию Федерации футбола Армении в рамках «Программы стратегического развития армянского футбола». 1 сентября 2010 года комплекс был официально открыт президентом Армении Сержом Саргсяном, президентом УЕФА Мишелем Платини и президентом ФФА Рубеном Айрапетяном. На момент открытия площадь комплекса составляла 13 тысяч м², а в структуру академии входили пять футбольных тренировочных полей, четыре теннисных корта, открытый и крытый профильные бассейны, крытая спортивная арена и гостиничный комплекс.
С 2013 по 2016 годы комплекс расширялся и достраивался, благодаря чему были достроены ещё 5 футбольных полей (в том числе и самый большой стадион академии, открытый 29 апреля 2013 года). В настоящее время Ереванская футбольная академия является крупнейшим учебно-тренировочным комплексом Закавказья и считается одним из наиболее продвинутых учебно-тренировочных центров в Европе.

## Деятельность
В футбольной академии в 2013 году занимались профессионально футболом около 500 детей в возрасте от 9 до 14 лет. Сборы в академии проводят иные национальные спортивные сборные Армении, помимо футбольных. В 2017 году на базе выпускников академии был создан клуб «Арарат-Армения» (также известный как «Аван Академия»), который выиграл в 2018 году чемпионат страны, а в 2019 году в Лиге Европы УЕФА одержал первую победу, обыграв люксембургский «Дюделанж».
В 2019 году главный стадион академии принимал четыре матча группового этапа чемпионата Европы U-19.

## Структура

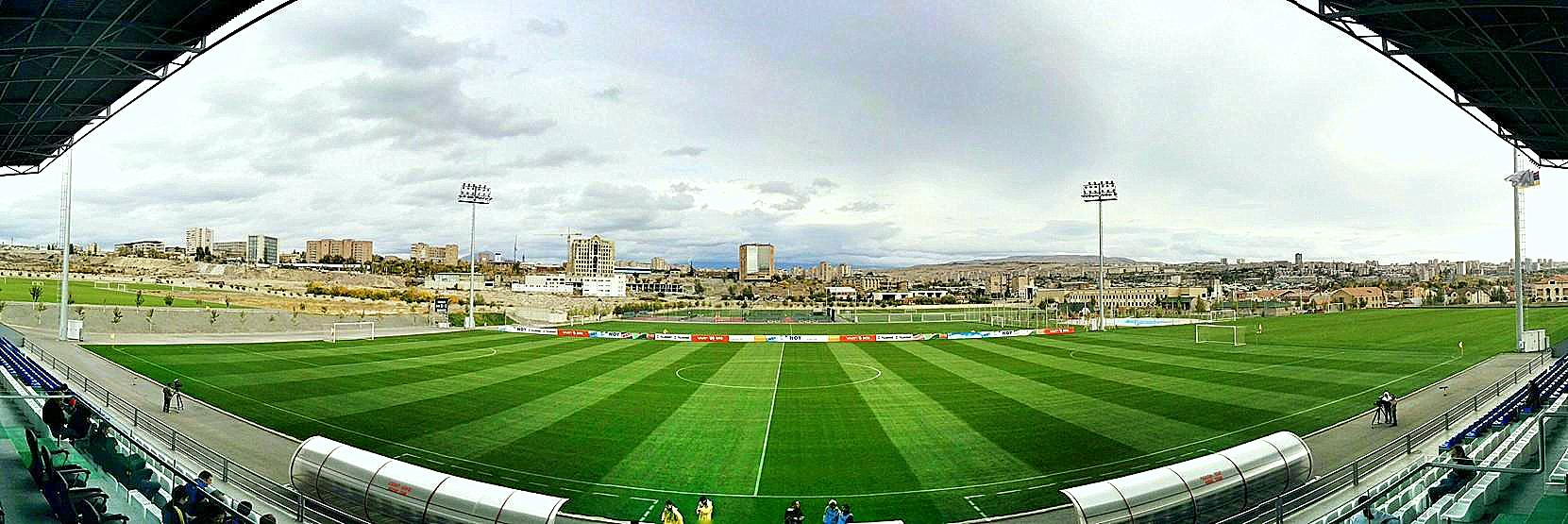
Панорамный вид

Общая площадь комплекса составляет 120 тысяч м². В состав академии входят:
- Стадион Ереванской футбольной академии вместимостью 1428 мест. Открыт 29 апреля 2013 года в присутствии мэра Еревана Тарона Маргаряна, президента ФФА Рубена Айрапетяна, директора академии Артура Манукяна[2]. Используется в качестве домашней арены клуба «Пюник» и его дубля в чемпионате Армении, а также сборной Армении до 19 лет.
- Семь полей с натуральным покрытием и два поля с искусственным покрытием, предназначенные для тренировок основной сборной и матчей молодёжных и юношеских команд. Все поля соответствуют требованиям УЕФА и ФИФА. Используются для проведения матчей с участием ереванских футбольных клубов (например, «Арарат-Армения»).
- Крытая спортивная арена на 500 мест: матчи по мини-футболу, баскетболу, волейболу и гандболу.
- Фитнес-центр с профессиональным оборудованием производства Johnson: сауна, джакузи и оздоровительный центр[7].
- Четыре теннисных корта с покрытием типа «хард».
- Круглосуточные открытый и крытый плавательные бассейны (25 на 11 м) с автоматической системой системой водонагревания, кондиционирования, вентиляции и стерилизации. При открытом бассейне есть ресторан и бар[8].
- Столовая и бар на 130 человек[9]
- Гостиничный комплекс с 49 одиночными и двойными номерами[10]
- Бильярдный зал
- Конференц-зал для проведения конференций и семинаров[11]